# Johann Georg Bindrim
Johann Georg Bindrim (* 30. Mai 1650 in Rövershagen; † 16. Mai 1678 in Rostock) war ein deutscher evangelischer Theologe. Er lehrte an der Universität Rostock.

## Leben
Der Sohn von (Johann) Georg Bindrim dem Älteren (* 1601 in Schmalkalden; † 14. Februar 1676 in Rövershagen; 1632 bis 1676 Pastor in Rövershagen) und dessen Frau Anna Griese (* März 1614; † 25. Februar 1684, heiratete Bindrim d. Ä. 1632; Grieses Eltern: Daniel Griese, 1605 bis 1631 Pastor in Rövershagen, und Ilsabe Elisabeth Falckenberg) besuchte eine Rostocker Schule, seit 1664 eine in Lüneburg und dann in Quedlinburg. Seit 1668 studierte er an der Universität Jena, im Semester 1670/1671 an der Universität Wittenberg und dann an der Universität Rostock. Dort wurde er 1677 zum Magister artium promoviert.
Bindrim ehelichte am 8. Oktober 1673 Anna Sandhagen, die von 1643 bis 1712 lebte.
Im Mai 1676 ernannte die Universität Rostock Bindrim zum Professor der Theologie. Dabei sollte er das Amt eines Extraordinarius erhalten, tatsächlich erhielt er aber am 3. April 1677 die Stelle des zweiten herzoglichen Extraconcilarius. Paul Falkenberg erklärte sich dies 1900 entweder mit einem Versehen, da die Regierung damals eine Trennung zwischen Extraordinarien und Extraconcilarien anstrebte, oder als Versuch, die Professur umzuwandeln. Seine Amtseinführung fand unter Protesten statt.
An der Universität war Bindrim Nachfolger von Enoch Schwante (Svantenius) dem Älteren. Schon ein Jahr nach Erhalt der Professur aber verstarb Bindrim im Alter von 27 Jahren. Auf die Professur folgte ihm Justus Christoph Schomer.

## Werke
- Dissertatio de Gradibus Excommunicationis apud Hebraeos. 1763
- Sive. De. Gradibus. Excommunicationis. Judaeis. Olim. Receptis. Dissertatio. Jena 1670
- Niddūj, ḥerem we-šammattā sive De gradibus excommunicationis Judaeis olim receptis. Jena 1670
- Dissertatio Philologica De Voce Hosanna. Kiel 1671
- […] Exercitatio. De […] Prophetis. Illorum. Que. Ordine: Qua & de divisione S. Codicis In Legem. Prophetas. Et. Hagiographa. disseritur; Cum Diaskepsei Phraseos Hemistichii Judic. VI. 24. […] Vulgat. Vocavit illud, Domini pax. Rostock 1677